# アコーディア・ゴルフ習志野カントリークラブ
アコーディア・ゴルフ習志野カントリークラブ（アコーディア・ゴルフならしのカントリークラブ）は、 千葉県印西市大森に事務所があるゴルフ場。印西市大森に「習志野カントリークラブ」、香取市小川に「空港ゴルフコース成田」のゴルフ場がある。

## 概要
アコーディア・ゴルフ習志野カントリークラブ は、かつて「旧・日東興業グループ」が運営していた代表的なゴルフ場である。
1965年（昭和40年）11月3日に開場された「習志野カントリークラブ」と同様に1976年（昭和51年）11月4日に開場された「空港ゴルフコース成田」であったが、 その後、日東興業の経営破綻により経営権が移動し、「アコーディア・ゴルフグループ」の「株式会社アコーディアAH01」によって運営されている。
ゴルフコースの設計は、「習志野カントリークラブ」は藤田欽哉が行い、「空港ゴルフコース成田」はニットーランド株式会社が行った。また、日本のプロゴルフメジャー大会の1つで日本ゴルフ協会主催競技でもあり、日本選手権大会に相当する日本オープンゴルフ選手権競技大会など多くの大会開催の実績がある。
本コースは1974年から1997年まで日本男子プロゴルフツアーの『サントリーオープンゴルフトーナメント』を開催していたことでも知られ、2019年から2024年までPGAツアー及び日本ゴルフツアー機構（JGTO）の公式トーナメントである『ZOZO CHAMPIONSHIP』が本カントリークラブで開催されており、同年10月の第1回大会ではタイガー・ウッズ（ アメリカ合衆国）が優勝し、PGAツアー1位タイとなる通算82勝目を記録したコースとして世界にその名を知られることとなった。

## 所在地
〒270-1327 千葉県印西市大森7番地 

## コース情報
- 開場日 - 1965年11月3日
- 設計者 - 藤田 欽哉
- 面積 - 1,200,000m2（約36.3万坪）
- コースタイプ - 林間コース
- コース - 36ホールズ、パー144、ヤード、コースレート キングコース73.0、クイーンコース70.8
- グリーン - 2グリーン、ベント（ペンクロス）
- フェアウエイ -ベント
- ラフ - ノシバ
- ハザード - バンカー197、池が絡むホール11
- プレースタイル - 乗用カート(5人乗り)、自走式、基本はキャディ付き
- 練習場 - 15打席 183ヤード
- 休場日 - 定休日なし [5]

## ギャラリー
- コース - 「アコーディア・ゴルフ習志野カントリークラブ 」、コース情報
- ハウス - 「アコーディア・ゴルフ習志野カントリークラブ 」、ヒストリー

## 交通アクセス
- 鉄道 - 北総鉄道 - 千葉ニュータウン中央駅よりタクシー利用 約10分
- 道路 - 東関東自動車道 - 千葉北ICより 18km[6]

## メジャー選手権
- 1968年（昭和43年） - 第36回 日本プロゴルフ選手権大会開催[7]
- 1977年（昭和52年） - 第42回 日本オープンゴルフ選手権競技大会開催[8]
- 2019年（令和元年）- ZOZO CHAMPIONSHIP 2019[9]
- 2021年（令和3年) - ZOZO CHAMPIONSHIP 2021[10]
- 2022年（令和4年）- ZOZO CHAMPIONSHIP 2022[11]

## 関連文献
- 『ゴルフ場ガイド 東版』2006-2007、「アコーディア・ゴルフ（千葉県）」、東京 ゴルフダイジェスト社、2006年5月、2020年8月25日閲覧
- 『月刊ゴルフマネジメント』、「FW乗り入れを増やし次世代対応に (株)アコーディア・ゴルフ」、東京 一季出版、2006年8月、2020年8月25日閲覧
- 『財界話題の新規上場会社』、「上場した強み 上場後の課題 出光興産/あおぞら銀行/アコーディア・ゴルフ/野村不動産 SRIスポーツ」、東京 財界研究所、2006年11月7日、2020年8月25日閲覧
- 『MARR : Mergers & acquisitions research report / レコフデータ』、「 編編集長の眼(インタビュー)(No.101)外資に招かれ、事業革命で瀕死の業界を蘇らせる アコーディア・ゴルフ　竹生道巨社長」、竹生道巨著、東京 レコフデータ、2008年5月、2020年8月25日閲覧
- 『レジャー産業資料』、「インタビュー アコーディア・ゴルフ 代表取締役社長 竹生道巨氏」、竹生道巨著、東京 綜合ユニコム、2009年1月、2020年8月25日閲覧
- 『月刊ゴルフマネジメント』、「カジュアルゴルフのパイオニア アコーディア・ゴルフとPGM(パシフィックゴルフマネージメント)のプレースタイル解剖」、東京 一季出版、2011年12月、2020年8月25日閲覧
- 『日経ビジネス』、「渦中のひと 鎌田隆介アコーディア・ゴルフ社長の告白 24時間総会、波乱の内幕」、鎌田隆介著、東京 日経BP社、2012年7月16日、2020年8月25日閲覧
- 『経済界』、「プロキシーファイトに僅差で勝利するも 将来不安から解放されないアコーディア・ゴルフの憂鬱」、東京 経済界、2012年7月31日、2020年8月25日閲覧
- 『資料版 商事法務最近の裁判動向』、 「アコーディア・ゴルフ株主名簿閲覧謄写仮処分申立事件決定[東京地裁平成24.12.21決定]」、 東京 商事法務2013.1、2020年8月25日閲覧
- 『月刊ゴルフマネジメント』、「神田有宏PGM社長にアコーディア・ゴルフTOBを聞く 統合によるサバイバル戦略とゴルフ場業界の将来」、神田有宏著、東京 一季出版、2013年1月、2020年8月25日閲覧
- 『経済界』、「TOBを阻止するも 資金難の危険性をはらんだアコーディア・ゴルフの憂鬱」、東京 経済界、2013年7月30日、2020年8月25日閲覧
- 『経済界』、「起死回生策か無謀な博打か アコーディア・ゴルフのアセットライト戦略の成否を占う」、大和賢治著、2014年6月10日、2020年8月25日閲覧
- 『月刊ゴルフマネジメント』、「アセットライト? ゴルフ場売却の報道で大波紋 運営に特化するアコーディア・ゴルフの新戦略」、東京 一季出版、2014年6月、2020年8月25日閲覧
- 『月刊ゴルフマネジメント』、「外国人雇用の実態と課題 アコーディア・ゴルフが外国人技能実習生の受け入れを開始」、大橋統樹・谷口哲史著、東京 一季出版、2019年2月、2020年8月25日閲覧
- 『月刊ゴルフマネジメント』、「2019年企業グループ別ゴルフ場保有ランキング トップはアコーディア・ゴルフ-NXグループ 3位以下のランク変動をもたらす」、東京 一季出版、2019年7月、2020年8月25日閲覧